# Уна (деревня)
У́на — сельский населённый пункт в Приморском районе Архангельской области. Входит в состав Пертоминского сельского поселения.

## География

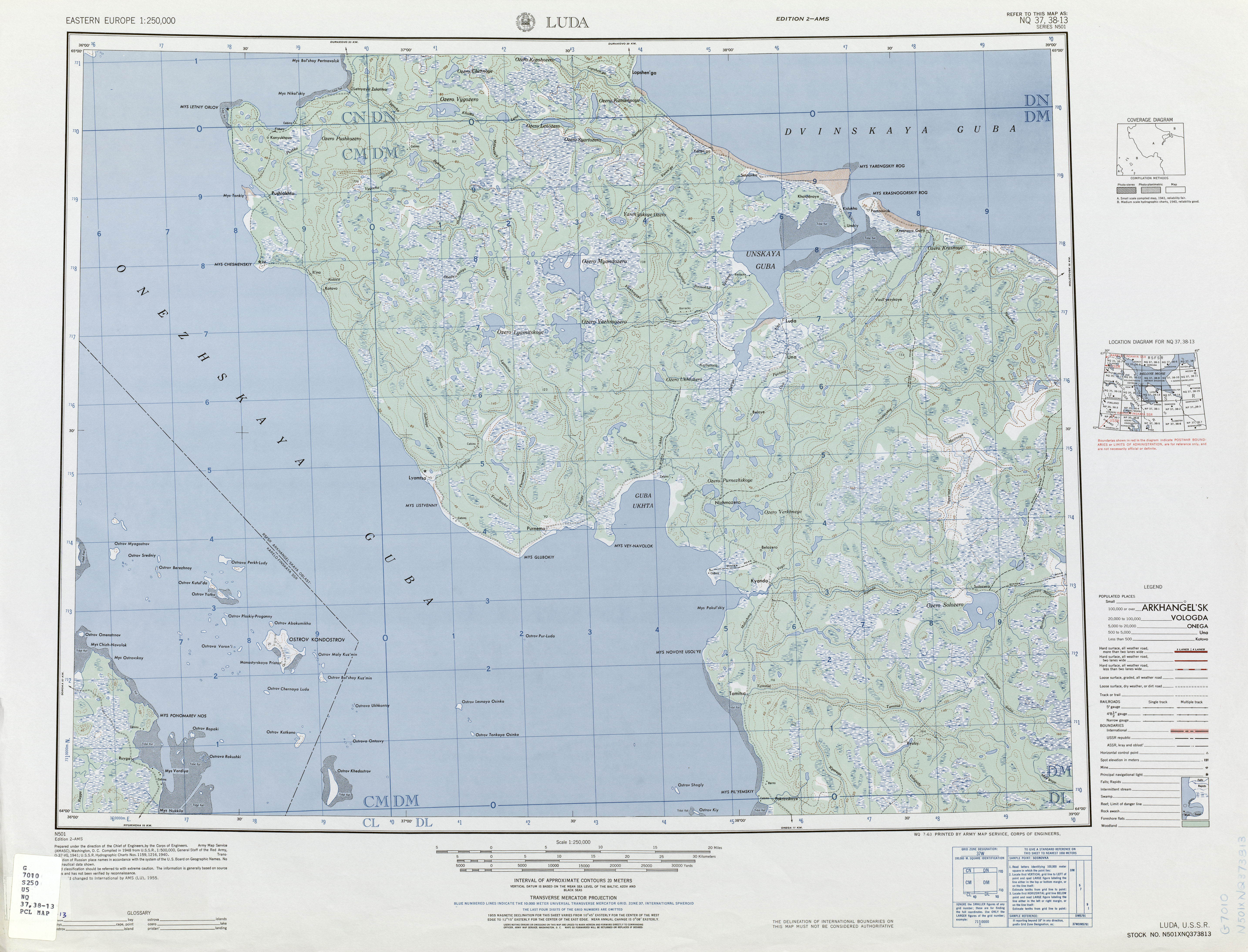
Уна на листе NQ 35-12, из набора карт Восточной Европы Картографической военной службы США.
(Серия 501. 1954. Масштаб 1:250 000.)

Уна расположена при впадении реки Уна в Унскую губу Белого моря.

## История
Унское селение известно с 1398 года, когда оно было упомянуто в уставной грамоте Великого князя московского Василия I, определявшей размеры поборов и судебных пошлин, взимавшихся с поморских крестьян в пользу князя, и относится ко времени первой попытки Московского княжества отнять Поморье у Новгорода. В Двинской «Отказной новгородской грамоте на Двинские земли» 1471 года Уна, называемая Унским Усольем, числится уже в числе великокняжеских владений, уступаемых Москве Новгородом, а название «Усольe» свидетельствует, что уже в то время в Уне занимались солеварением (ср. деревню Луду, которая в начале XVI века также встречается под названием Лудское Усолье).
В начале XVII века деревня Уна упоминается как посад, имевший свою собственную торгово-ремесленную часть.
В 1940 — 1943 годах Уна была центром Беломорского района Архангельской области.

## Население
| 1899 | 2002 | 2009 | 2010 | 2012 |
| ---- | ---- | ---- | ---- | ---- |
| 684  | ↘92  | ↘81  | ↘69  | ↗72  |

В 1622 году в Двинском уезде в Луде насчитывалось 17 дворов, в Уне — 22 двора.
В 2002 году в Уне было 92 человека (русские — 99 %).

## Достопримечательности
В деревне Уна находилась деревянная Климентовская церковь, основанная, согласно клировым ведомостям, в 1501 году. Исследователь В. В. Суслов, обследовавший храм в конце 80-х годов XIX века, относил постройку к XVII веку. Последние архивные изыскания позволили уточнить дату возведения и освящения последнего здания церкви (1771–1783), сгоревшего в 1892 году. От этого здания остался архитектурный чертёж.

## Экономика
Уна вместе с соседней деревней Лудой составляют единый рыболовецкий колхоз им. Калинина, входящий в товарищество совместной деятельности рыболовецких колхозов. Есть животноводческая ферма на 70 голов.

## Транспортная связь
Деревня Уна связана с Северодвинском и Онегой посредством грунтовых дорог.

### Карты
- Топографическая карта Q-37-33_34.
- Уна. Публичная кадастровая карта